# Ivan Maffeis
Ivan Maffeis (Pinzolo, 18 de novembro de 1963) é um padre italiano da Igreja Católica, atual arcebispo de Perugia-Città della Pieve.

## Biografia
Depois de completar seus estudos superiores e filosófico-teológicos no Seminário Arquiepiscopal de Trento, foi ordenado padre em 26 de junho de 1988, para a Arquidiocese de Trento.
Após a ordenação sacerdotal exerceu o cargo de vigário paroquial em Mori (1988-1990), realizou o doutorado em Ciências da Comunicação Social pela Pontifícia Universidade Salesiana (1990-1994) e, em seguida, foi pároco em Trento (1994-2000), professor do Seminário (1994-2009), além de assistente diocesano da Ação Católica (2000-2002), diretor do Semanário Diocesano Vita Trentina e da Rádio Diocesana (2001-2009). Entre 2010 e 2015, foi diretor adjunto do Gabinete de Comunicação Social da Conferência Episcopal Italiana (CEI) e Gestor de Pessoal (2012-2020), depois Diretor do Gabinete de Comunicação Social (2015-2019) e Subsecretário do CEI (2015-2020). Desde 2017 é também Consultor do Dicastério para a Comunicação.
De 2010 a 2022 foi docente na Faculdade de Ciências da Comunicação da Pontifícia Universidade Salesiana e na Pontifícia Universidade Lateranense. Até 2022 foi pároco das comunidades de Rovereto San Marco e Santa Famiglia, de Trambileno, Vanza, Noriglio e Terragnolo.
Em 16 de julho de 2022, o Papa Francisco o nomeou como arcebispo de Perugia-Città della Pieve. Sua consagração ocorrerá em 12 de setembro, na Catedral de Perúgia, por Dom Gualtiero Bassetti, seu antecessor, auxiliado por Dom Lauro Tisi, arcebispo de Trento e por Dom Marco Salvi, bispo auxiliar de Perugia-Città della Pieve.
Em 17 de fevereiro de 2024, foi nomeado como membro do Dicastério para as Causas dos Santos.